# 声能
声能是介质中存在机械波时，使媒介附加的能量。由于声波是质点偏离平衡位置的振动，所以声能定义为质点振动动能和质点偏离平衡位置所具有的势能的总和。
当质点振动位移很小时，也就是在线性声学范围内，一定体积流体的声能是:
{\displaystyle W=W_{\mathrm {potential} }+W_{\mathrm {kinetic} }=\int _{V}{\frac {p^{2}}{2\rho _{0}c^{2}}}dV+\int _{V}{\frac {\rho _{0}v^{2}}{2}}dV}
其中:
- {\displaystyle V} – 流体的体积
- {\displaystyle p} – 声压
- {\displaystyle v} – 流体质点速度
- {\displaystyle \rho _{0}} – 流体静态密度
- {\displaystyle c} – 声速

## 声能密度
根据上面的表述，单位体积的声能，即声能密度可以写成：
{\displaystyle \epsilon ={\frac {p^{2}}{2\rho _{0}c^{2}}}+{\frac {\rho _{0}v^{2}}{2}}}

## 平均声能量密度
如果对声能密度在一个振动周期取平均，则得到平均声能量密度，即
{\displaystyle {\bar {\epsilon }}={\frac {p_{e}^{2}}{\rho _{0}c^{2}}}}
其中{\displaystyle p_{e}}是有效声压。